# 瓦格纳定理

K_{5} (左) 和 K_{3,3} (右) 是非平面彼得森图的图子式 (彩色小圆圈和黑色边，删除红色顶点，收缩每个黄色圆圈内的边)。

两个平面图以及瓦格纳图的“clique-sum”，创建无K_{5}图。

在图论中，瓦格纳理论（英語：Wagner's theorem）是平面图的禁图表征，以Klaus Wagner的命名。 该定理说：当且仅当有限图的子式不包含完全图K5 或完全二分图K3,3 时候，那么该图就是平面的。
这是图子式论最早的结果之一，也是罗伯逊–西摩定理（Robertson-Seymour theorem）的先驱。

## 库拉托夫斯基定理的关系
瓦格纳1937年发表了证明。 库拉托夫斯基以前1930年出版了自己库拉托夫斯基理论。
根据该定理，当且仅当图的子图的细分不包含那些禁图K5 和 K3,3。
瓦格纳定理意味着库拉托夫斯基，所以是更普遍的。